# Aleurochiton
Aleurochiton is een geslacht van halfvleugeligen (Hemiptera) uit de familie witte vliegen (Aleyrodidae), onderfamilie Aleyrodinae.
De wetenschappelijke naam van dit geslacht is voor het eerst geldig gepubliceerd door Tullgren in 1907. De typesoort is Chermes aceris ovatus.

## Soorten
Aleurochiton omvat de volgende soorten:
- Aleurochiton acerinus Haupt, 1934
- Aleurochiton aceris (Modeér, 1778)
- Aleurochiton forbesii (Ashmead, 1893)
- Aleurochiton orientalis Danzig, 1966
- Aleurochiton pseudoplatani Visnya, 1936